# 约瑟夫·穆斯卡特
约瑟夫·穆斯卡特（1976年1月22日—），马耳他政治家，2013年3月11日至2020年1月13日担任马耳他总理。2008年6月6日穆斯卡特至2020年1月12日担任工党领袖，在2008年10月1日至2013年3月10日任反对党领袖。此前2004年至2008年他是欧洲议会议员。因被指调查记者遇刺案不力，2020年1月13日穆斯卡特辞任马耳他总理。

## 簡介

### 学历
穆斯卡特在马其它国立小学就读，小学毕业后进入圣阿洛伊修斯学院读完中学后，进入马耳他大学和布里斯托大学，毕业获得商业管理和公共政策学士（1995年马耳他大学）、公共政策与荣誉文学士（1996年马耳他大学）学位、欧洲研究文学硕士（马耳他大学，1997年）和管理研究哲学博士（布里斯托尔大学，2007年）。

### 职业
穆斯卡特当过工党广播电台的记者，1996年在电视台任新闻主管助理。2001年和2004年之间他也是工党在线报纸的编辑。也曾担任私营部门的投资顾问和市场情报经理。
穆斯卡特是工党青年组织劳工青年论坛成员，他曾担任财政部长（1994-97年）和代理主席（1997年）。他后来担任党中央管理委员会的教育部长（2001-2003年）和党的年度大会主席（2003年11月）。在1996-98年工党政府任职期间，他是国家财政道德委员会委员（1997-98年）。

### 参政生涯
工党在2013年马耳他大选中获胜后，穆斯卡特在3月11日出任总理。穆斯卡特上任後，進行自由主義改革，包括容許民事結合。
2016年，巴拿马文件公布后，马耳他记者達芙妮·卡魯阿娜·加里齊亞据此指控总理约瑟夫·穆斯卡特和妻子收受外国资金。但在2017年，達芙妮·卡魯阿娜·加里齊亞被炸身亡。2019年11月底，警方对穆斯卡特的幕僚长基思·赛姆布里就謀殺達芙妮·卡魯阿娜·加里齊亞进行质询，由於謀殺案涉及穆斯卡特，該消息被當地媒體報道後引發馬耳他人民強烈不滿，12月1日，将近2万名马耳他公民聚集在瓦莱塔首都法院大楼外的共和街，要求穆斯卡特辞职。當天晚上，穆斯卡特宣佈其本人將於2020年1月辭職。2020年1月13日穆斯卡特正式辞职。

## 健康
2014年4月7日，穆斯卡特因紫外线辐射烧伤他的眼角膜而暂时失明。有60人在参加政治集会的前一天与他一样遇到相同问题。

## 荣誉

### 外国勋章奖章
- 圣米迦勒及圣乔治爵级司令勋章（英国，2015年11月[5]）